# Yukarıkonak, Mazıdağı
Yukarıkonak là một xã thuộc huyện Mazıdağı, tỉnh Mardin, Thổ Nhĩ Kỳ. Dân số thời điểm năm 2010 là 461 người.